# أنطونيو مورينو
أنطونيو مورينو هو موسيقي ومخرج وممثل أمريكي وإسباني، ولد في 26 سبتمبر 1887 بمدريد في إسبانيا، وتوفي في 15 فبراير 1967 ببيفرلي هيلز في الولايات المتحدة بسبب قصور القلب.

## أعمال

### أفلام
- (1936) الفتاة البوهيمية
- (1956) الباحثون

## وصلات خارجية
- أنطونيو مورينو على موقع IMDb (الإنجليزية)
- أنطونيو مورينو على موقع ألو سيني (الفرنسية)
- أنطونيو مورينو على موقع أول موفي (الإنجليزية)
- أنطونيو مورينو على موقع قاعدة بيانات برودواي على الإنترنت (الإنجليزية)
- أنطونيو مورينو على موقع قاعدة بيانات الأفلام السويدية (السويدية)
- أنطونيو مورينو على موقع إن إن دي بي (الإنجليزية)
- أنطونيو مورينو على موقع قاعدة بيانات الفيلم (الإنجليزية)
- أنطونيو مورينو على موقع كينوبويسك (الروسية)